# Departamentul N'guigmi
Departamentul N'guigmi este un departament din  regiunea Diffa, Niger, cu o populație de 55.047 locuitori (2001).